# Vopak
Vopak é empresa holandesa especializada em armazenagem de tanques, a empresa atua no recebimento e movimentação de substâncias químicas líquidas, gases e produtos derivados do petróleo, atendendo os setores de energia e indústria em escala global. Suas operações abrangem terminais voltados para gás, setor industrial, produtos químicos e petróleo, além de deter e administrar estruturas compostas por reservatórios, atracadouros, pontos de carregamento para caminhões e sistemas de tubulação.
A organização também realiza o armazenamento e o transporte de compostos químicos como metanol, xilenos, estireno, alfa-olefinas e monoetilenoglicol; gases como gás natural liquefeito (GNL), gás liquefeito de petróleo (GLP), etileno, butadieno e amônia; além de derivados do petróleo, incluindo óleo cru, óleo combustível, óleo diesel, querosene de aviação, gasolina e nafta. Também atua com óleos vegetais e combustíveis renováveis, como etanol, biodiesel e combustível de aviação sustentável.
A Vopak é líder mundial em armazenamento de tanques e também participa do desenvolvimento de estruturas para suportar o uso de hidrogênio com baixa emissão de carbono e fontes renováveis, captura e armazenamento de CO₂, sistemas de estocagem de energia em baterias, além de combustíveis e insumos sustentáveis. Atualmente, opera 77 instalações em 23 países, com uma capacidade total de armazenamento de 35,4 milhões de metros cúbicos. Seu portfólio de clientes inclui indústrias, fabricantes, distribuidores, órgãos públicos, negociantes e companhias dos segmentos químico e energético.
A empresa de investimentos holandesa HAL Investments é a maior acionista da Vopak, com 51,38% de participação na companhia.

## História

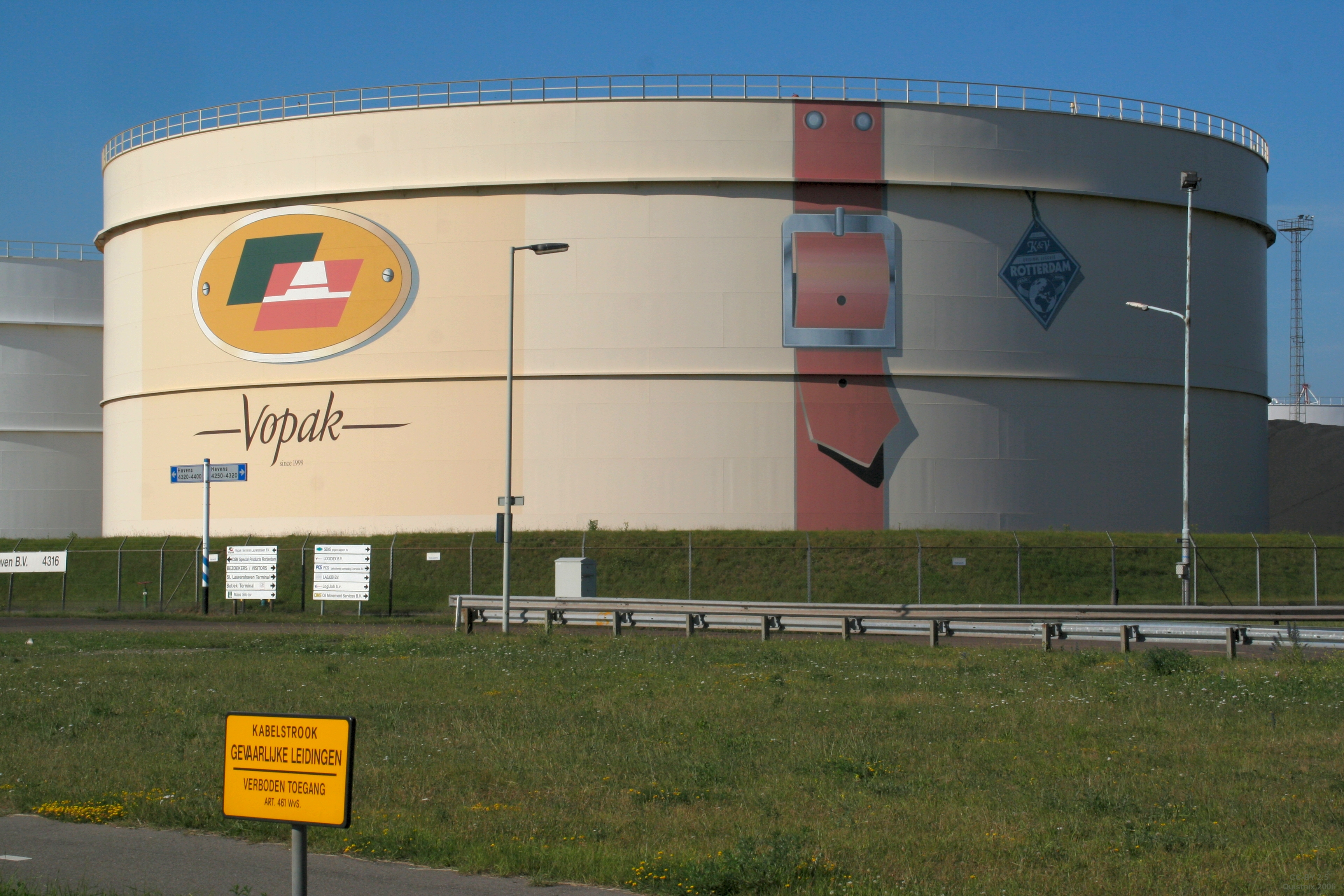
Tanque de armazenamento da Vopak na área portuária de Roterdã, Países Baixos.

A empresa foi criada em 1999, após a fusão da Van Ommeren e da Pakhoed, em agosto de 2002, a distribuição de produtos relacionados ao petróleo e gás natural foi dividida em uma nova empresa, a Univar Solutions e que foi criada para esse fim.

Antigo logo da Vopak

Em 15 de abril de 2000, a Vopak anunciou a venda do terminal de Botlek em Roterdã, com capacidade de 1,5 milhão de m³, para a empresa norueguesa Odfjell. Naquela época, esse grupo norueguês já tinha terminais em Houston nos Estados Unidos, China e América do Sul. Odfjell assumiu todos os 260 funcionários.
Em colaboração com a Gasunie, a Vopak construiu o primeiro terminal holandês de importação de GNL em Roterdã, a construção começou em 2008 e em 23 de setembro de 2011 o terminal foi oficialmente inaugurado pela Rainha Beatrix, na época da inauruação, o terminal possuia três tanques de armazenamento, dois molhes e sistemas de regaseificação, cada tanque tinha uma capacidade de armazenamento de 180.000 metros cúbicos e a capacidade de produção era de 180.000 metros cúbicos.
Em julho de 2009, a Vopak formou uma joint venture com a Shell para construir um terminal de gás natural liquefeito (GNL) - com uma capacidade inicial de cerca de oito bilhões de m3 por ano em Fos-sur-Mer na França, a Vopak ficou com 90% da empresa e restante com a Shell.
Em setembro de 2011, a Vopak, juntamente com a empresa espanhola de gás Enagás, adquiriu um terminal de GNL em Altamira, no México por 408 milhões de dólares. A Vopak ficou 60% das ações e a Enagás o restante. O terminal tinha capacidade de armazenamento de 300.000 m³ e pode fornecer cerca de 7,4 bilhões de m³ de gás natural. A capacidade do terminal é totalmente utilizada com base em contratos de compra a longo prazo.
Em dezembro de 2020, a Vopak, juntamente com a BlackRock, adquiriu três terminais nos Estados Unidos com capacidade total de 852.000 m³, os terminais estão localizados em Freeport no Texas, Plaquemine e St. Charles ambos na Louisiana, o custo da operação foi de 620 milhões de dólares.
Em maio de 2022, foi formada uma joint-venture na Índia entre a Vopak e a companhia Aegis Logistics, a joint venture criou a empresa Aegis Vopak Terminals e se tornou a maior empresa independente de armazenamento de tanques de GLP e produtos químicos naquele país. São 11 terminais em operação em cinco portos com capacidade de armazenagem de cerca de 1,5 milhão de m³.